# Джин сауэр
«Джин сауэр» — коктейль сауэр на основе джина и лимонного сока.

## История
Коктейль произошёл напрямую от пунша, изобретенного в 1620-х — 1630-х годах предположительно моряками, которые улучшали вкус перегнанного алкоголя добавлением цитрусового сока. К середине 19 века появилось множество местных вариантов пунша, его перестали делать и подавать в большой общей посуде, а стали готовить и сервировать индивидуально.
В книге Питера Данна 1898 мистер Дули включает его в список величайших (по его предположению — американских) изобретений:

Я повидал Америку от Атлантики до Тихого океана… И её изобретения — паровоз, печатный станок, коттон-джин, джин сауэр, велосипед, самолёт, музыкальный автомат, политическую машину, автомат для продаже газировки и — корона всей нашей цивилизации — щёлк-щёлк — кассовый аппарат. Оригинальный текст (англ.)I have seen America spread out fr'm th' Atlantic to th' Pacific... An' th' invintions, — th' steam-injine an' th' printin-press an th' cotton gin an' the gin sour an' th' bicycle an' th' flying machine an' th' nickel-in-th'-slot machine an' th' Croker machine an' th' sody fountain an' — crownin' wur-ruk iv our civilization — th' cash raygister.

В 1940-е, американский историк Кевин Старр включает джин сауэр в 

 ряд напитков (джин сауэр, виски сауэр, джин рики, Том Коллинз, Пинк леди и Олд фешен, из которых каждый маркируют свою эпоху. Оригинальный текст (англ.)"an array of drinks (the gin sour, the whiskey sour, the Gin Rickey, the Tom Collins, the Pink lady, the Old Fashioned) that now seem period pieces, evocative of another era."

## Состав
Издание книги Йонсона 1882 года предлагает следующий состав коктейля:
- Джин 3/4
- Лимонный сок 1/4
- 1 чайная ложка сахарного сиропа (в оригинале — сахар и сельтерская)
- Ломтик апельсина
- 1—2 ягоды вишни

## Приготовление
Готовят в шейкере. Подают без льда в рюмке сауэр с «наледью». Украшают коктейль ломтиком апельсина и вишней. Добавление газировки превращает джин сауэр в Джин Физ.